# Sztancsesdohába
Sztancsesdohába románul: Stâncești-Ohaba, település Romániában, Erdélyben, Hunyad megyében.

## Fekvése
Dévától nyugatra fekvő település.

## Története
Sztancsesdohába nevét 1491-ben említette először oklevél p. Sthanchesd néven, mint Déva vár tartozékát és Jófő város birtokát.
1491-ben p. Ohaba, 1733-ban Sztancsest, 1760 – 1762 között Sztanescsa-Ohana, 1805-ben Sztantsesd Ohába, 1806-ban Szancsesd és mellette keletre: Szancsesd Ohaba, 1808-ban Szancsesd, Stensed, 1913-ban Sztancsesdohába néven írták.
A trianoni békeszerződés előtt Hunyad vármegye Marosillyei járásához tartozott.
1910-ben 450 lakosából 443 román, melyből 449 görögkeleti ortodox volt.

## Források

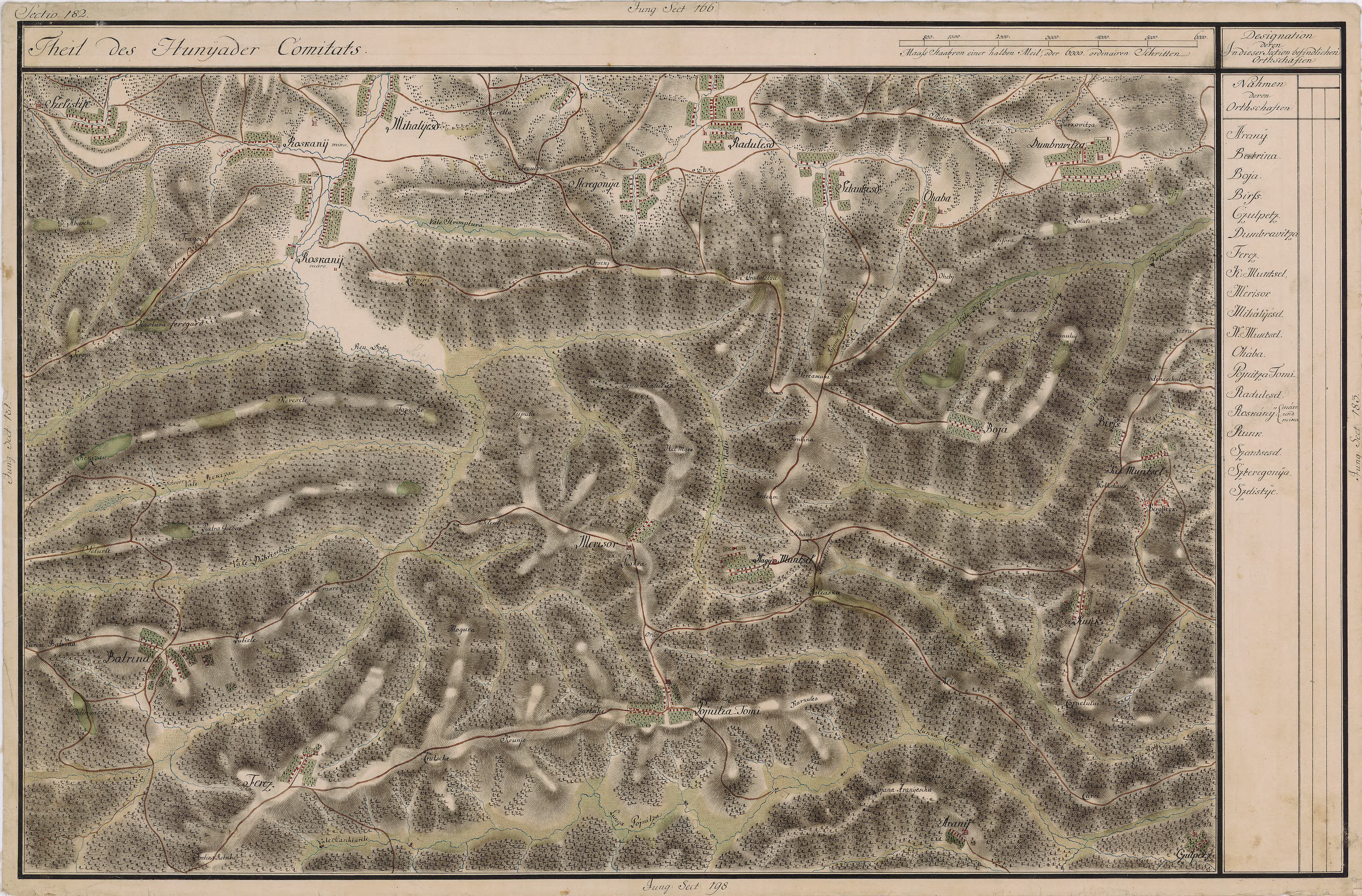
Sztancsesdohába egy régi térképen